# Stüpen
Das Stüpen ist ein vor allem in der Uckermark und Teilen Mecklenburg-Vorpommerns verbreiteter Osterbrauch. Beim Stüpen ziehen am Ostersonntag Kinder durch den Ort und erbitten sich durch symbolische Hiebe mit Birkenzweigen, den sogenannten Stüp-Ruten, Süßigkeiten oder Ostereier.
Dazu sagen sie den Spruch „Stüp, stüp Osterei, gibst du mir kein Osterei, hau ich dir den Rock entzwei.“ bzw. diverse Variationen (früher auch auf Plattdeutsch) dieses Satzes auf. Früher was das Stüpen in Teilen Brandenburgs und Mecklenburg-Vorpommerns ein weit verbreiteter Brauch, heute ist es zunehmend selten.